# Yu Ruizhang
Yu Ruizhang, conosciuto anche con la traslitterazione Yu Saichang (于瑞章T, Yú RuìzhāngP; Guilin, 1923 – 2008), è stato un cestista cinese.

## Carriera
Con la Repubblica di Cina ha disputato i Giochi di Londra 1948.